# Officieel
Officieel is een lied van de Nederlandse rapformatie Broederliefde. Het werd in 2017 als single uitgebracht en stond in hetzelfde jaar als achtste track op het album We moeten door.

## Achtergrond
Officieel is geschreven door Emerson Akachar, Melvin Silberie, Javiensley Dams, Jerzy Miquel Rocha Livramento en Milangchelo Junior Martina en geproduceerd door Soundflow. Het is een nummer uit het genre nederhop. In het lied rappen en zingen de artiesten over het bekend maken van een relatie aan de mensen om je heen. In het lied wordt vooral in het Nederlands gezongen, met enkele regels in het Spaans. 
In de bijbehorende videoclip is een bruiloft te zien.

## Hitnoteringen
De artiesten hadden succes met het lied in de hitlijsten van Nederland. Het piekte op de eerste plaats van de Nederlandse Single Top 100 en stond één week op deze plaats. Het was hiermee de eerste nummer 1-hit van de rapformatie. In totaal stond het 29 weken in deze hitlijst. In de Nederlandse Top 40 kwam het tot de vijftiende positie. Het was elf weken in de Top 40 te vinden.